# Testamentet (film)
Testament, amerikansk dramafilm från 1983.

## Handling
Filmen handlar om en liten stad utanför San Francisco veckorna efter ett kärnvapenkrig. En mycket mörk skildring där Kevin Costner har en liten roll.

## Om filmen
Testament regisserades av Lynne Littman.

## Rollista (i urval)
- Jane Alexander - Carol Wetherly
- William Devane - Tom Wetherly
- Rossie Harris - Brad Wetherly
- Roxana Zal - Mary Liz Wetherly
- Lukas Haas - Scottie Wetherly
- Philip Anglim - Father Hollis Mann
- Lilia Skala - Fania Morse
- Leon Ames - Henry Abhart
- Lurene Tuttle - Rosemary Abhart
- Rebecca De Mornay - Cathy Pitkin
- Kevin Costner - Phil Pitkin